# T2 3D: Battle across Time
T2 3D: Battle across Time – krótkometrażowy amerykański film science fiction, wyreżyserowany w 1996 roku przez Jamesa Camerona, będący mini-sequelem filmu Terminator 2: Dzień sądu (1991).

## Obsada
- Arnold Schwarzenegger – Terminator (Model T-800)
- Robert Patrick – Terminator (Model T-1000)
- Linda Hamilton – Sarah Connor
- Edward Furlong – John Connor
- Michael Biehn – Kyle Reese
- Earl Boen – doktor Peter Silberman
- Mark Kriski – Cyberdyne Video Host
- Jim Cummings – Cyberdyne Video Narrator (głos)

## Fabuła[1]
Akcja filmu rozpoczyna się pokazem na żywo – zapoznajemy się z najnowszym osiągnięciem Cyberdyne, T-70. Nagle akcja zostaje przerwana przez Johna i Sarę, ściganych przez T-1000. Ratuje ich T-800 w wielkiej kuli czasowej. Terminator i John przenoszą się do zniszczonego wojną atomową Los Angeles w 2029 roku. Za nimi przybywa T-1000. Akcja zostaje przeniesiona na trzy olbrzymie ekrany, gdzie bohaterowie przedzierają się przez pole decydującej bitwy ludzi z maszynami, by dostać się do wnętrza centrali Skynetu, lecz czeka tam na nich ogromny, pająkowaty cyborg T-1000000.

## Produkcja[1]
- wytwórnia – Landmark Ent.Group, Lightstorm Entertainment, Universal Creative, Universal Studios Recreation Group
- reżyseria scenicznego występu – Adam Bezark, Gary Goddard
- producent wykonawczy – Andrew Millstein, Scott Ross
- zdjęcia 3D – Peter Anderson
- charakteryzacja specjalna – Stan Winston
- efekty wizualne – John Bruno, Chuck Comisky, Clunie Holt
- efekty wizualne 3D – Judith Crow, Karen Goulekas, Neville Spiteri
- efekty specjalne – Roy Arbogast, Jim Charmatz, Jim Beinke
- efekty mechaniczne – Stan Winston
- miniatury – Tony Gardner, Dennis Skotak, Robert Skotak, George Stevens
- kamery – Showscan, Panavision, VistaVision
- format obrazu – 3 × 2,20 : 1

### Efekty specjalne do filmu
- Digital Domain (efekty cyfrowe)
- Stan Winston Studio (efekty animatroniczne)
- Alterian Studios (miniatury)
- Boston Light and Sound (urządzenia do prezentacji 3D)

### Ekipa filmowa odwiedziła
- Eagle Mountain, Kalifornia, USA
- Renman Studios, Hollywood, Kalifornia, USA